# Wakeueh
Wakeueh is een bestuurslaag in het regentschap Pidie van de provincie Atjeh, Indonesië. Wakeueh telt 410 inwoners (volkstelling 2010).